# Varicella party
Un varicella party (o influenza party) è una "festa" in cui alcuni genitori radunano i propri bambini per far contrarre loro una malattia infettiva, in particolare malattie esantematiche come varicella, morbillo e parotite.
Si tratta di una pratica attuata prevalentemente da anti-vaccinisti nella convinzione che sia più efficace, rapida e sicura di garantire immunità rispetto alla vaccinazione, che contrarre una malattia in giovane età sia meno pericoloso che da adulto e che contrarre nell'arco della propria vita malattie esantematiche come varicella e morbillo sia inevitabile.
Tali pratiche sono caldamente sconsigliate e ritenute pericolose, in quanto il rischio di sviluppare complicanze in seguito all'infezione è estremamente maggiore rispetto ai possibili effetti collaterali indotti dalla vaccinazione.

## Storia
Il fenomeno è nato negli Stati Uniti d'America ed era particolarmente diffuso prima del 1995, anno in cui venne resa obbligatoria la vaccinazione contro la varicella.
Durante la pandemia di influenza suina del 2009-2010 in Canada fu riscontrato un aumento degli influenza party, organizzati con l'esplicito intento di contagiarsi.
Alcuni genitori raccolgono oggetti infetti come saliva o leccalecca dai bambini che hanno avuto la malattia; i genitori usano i social media per mettersi in contatto con bambini infetti, da cui ottengono il materiale via posta per darlo ai propri figli.

## Rischi per la salute
I varicella party sono ritenuti pericolosi in quanto contrarre la malattia espone il bambino ad una serie di complicanze che, per quanto compaiano solo in una piccola parte dei casi, sono assai gravi (specie se rapportate alla protezione e alla sicurezza garantita dalla vaccinazione). Ad esempio, il 25% di chi contrae il morbillo necessita successivamente di un ricovero in ospedale, il 5% sviluppa polmonite da morbillo, lo 0,1% encefalite; il morbillo uccide una persona infettata su mille. Viceversa, la probabilità di effetti collaterali in seguito a vaccinazione contro il morbillo è pari al 0,0001-0,0002%.

## Aspetti legali
In Italia l'organizzazione di raduni come i varicella party può contravvenire all'articolo 438 del codice penale, che punisce con l'ergastolo la diffusione di germi patogeni.